# 牧野村 (神奈川県)
牧野村（まぎのむら）は、神奈川県津久井郡に存在した村。現在の相模原市緑区西部に位置した。

## 地理
- 山：鉢岡山、石老山、石砂山、峰山
- 川：道志川、秋山川

## 歴史

### 村名の由来
小字名に馬本、伏馬田など馬に関する地名が多く、池月・磨墨などの名馬を産出したことから。

### 沿革
- 1889年（明治22年）4月1日 - 町村制の施行により牧野村が単独村制。大字は設定されなかった。
- 1955年（昭和30年）7月20日 - 佐野川村・日連村・名倉村・吉野町と合併して藤野町が発足。同日牧野村廃止。
- 2007年（平成19年）3月11日 - 藤野町が相模原市に編入。
- 2010年（平成22年）4月1日 - 相模原市が政令指定都市に移行し、旧村域が緑区となる。